# Cà Giannino
Cà Giannino is een klein dorp (curazia) in de gemeente Domagnano in San Marino.